# Foxit PDF Reader
Foxit PDF Reader (прежнее название — Foxit Reader) — прикладное программное обеспечение для просмотра электронных документов в стандарте PDF для операционных систем: Windows, Windows Mobile, Linux, Android, iOS и Symbian. Программа создана как альтернатива пакету Adobe Reader, по сравнению с которым имеет меньший объём, меньшую требовательность к ресурсам и более высокое быстродействие.
Foxit Reader c версии 4.0 (для ОС Windows) стал выпускаться в версии Free (бесплатно).
Foxit Corporation разработала просмотрщик защищённого сообщения (особая версия Foxit Reader) для сервиса российской электронной почты SFletter по заказу Protection Technology (торговая марка — StarForce Technologies, Россия, Москва)[значимость факта?].